# Oakland Raiders 1963
La stagione 1963 degli Oakland Raiders è stata la quarta della franchigia nell'American Football League. Nella sua prima stagione nell'organizzazione, Al Davis, ex allenatore dei ricevitori dei San Diego Chargers, sostituì l'oro delle uniformi con il classico colore argento. Nel suo doppio ruolo di capo-allenatore e general manager, i Raiders stupirono la lega passando da un record di 1-13 a 10-4, al secondo posto della division. Davis fu premiato come allenatore dell'anno della AFL.

## Scelte nel Draft AFL 1963
| Scelte dei Raiders nel Draft 1963 |        |                 |       |                  |
| Giro                              | Scelta | Giocatore       | Ruolo | College          |
| 6                                 | 41     | Butch Wilson    | TE    | Alabama          |
| 7                                 | 49     | Dave Costa      | DT    | Utah             |
| 8                                 | 57     | Roger Locke     | E     | Arizona St.      |
| 9                                 | 65     | Jerry Logan     | DB    | West Texas A&M   |
| 10                                | 73     | Ray Schoenke    | G     | SMU              |
| 12                                | 89     | Walt Burden     | LB    | McNeese St.      |
| 12                                | 95     | Doyle Bransom   | HB    | Southern Oregon  |
| 13                                | 97     | Darnel Haney    | E     | Utah St.         |
| 13                                | 102    | Drew Roberts    | E     | Humboldt St.     |
| 15                                | 113    | Vern Burke      | SE    | Oregon St.       |
| 16                                | 121    | Jim Moss        | HB    | West Virginia    |
| 17                                | 129    | John Murio      | HB    | Whitworth        |
| 18                                | 137    | Terry Dillon    | DB    | Montana          |
| 18                                | 138    | George Hogan    | G     | Texas A&M        |
| 19                                | 145    | Tony Fiorentino | G     | UCLA             |
| 20                                | 153    | Rex Mirich      | DT    | Northern Arizona |
| 21                                | 161    | Neal Petties    | E     | San Diego St.    |
| 22                                | 169    | Hugh Campbell   | E     | Washington St.   |
| 23                                | 177    | Jon Anabo       | QB    | Fresno St.       |
| 24                                | 185    | Dick Peters     | T     | Whittier         |
| 25                                | 193    | Bill McFarland  | FB    | Oklahoma St.     |
| 26                                | 201    | Dennis Claridge | QB    | Nebraska         |
| 27                                | 209    | Dick Skelly     | HB    | Florida          |
| 28                                | 217    | Larry Campbell  | FB    | Utah St.         |
| 29                                | 225    | Dick Anderson   | E     | Penn St.         |

## Calendario
| Stagione regolare |                                                        |                    |                    |
| Turno             | Avversario                                             | Risultato          | Record             |
| 1                 | at Houston Oilers                                      | V, 24–13           | 1–0                |
| 2                 | Buffalo Bills                                          | V, 35–17           | 2–0                |
| 3                 | Boston Patriots                                        | S, 14–20           | 2–1                |
| 4                 | at New York Jets                                       | S, 7–10            | 2–2                |
| 5                 | at Buffalo Bills                                       | S, 0–12            | 2–3                |
| 6                 | at Boston Patriots                                     | S, 14–20           | 2–4                |
| 7                 | New York Jets                                          | V, 49–26           | 3–4                |
| 8                 | at San Diego Chargers                                  | V 34–33            | 4–4                |
| 9                 | Kansas City Chiefs                                     | V, 10–7            | 5–4                |
| 10                | at Kansas City Chiefs                                  | V, 22–7            | 6–4                |
| 11                | Settimana di pausa                                     | Settimana di pausa | Settimana di pausa |
|                   | Gare posticipate a causa dell'omicidio di John Kennedy |                    |                    |
| 12                | at Denver Broncos                                      | V, 26–10           | 7–4                |
| 13                | San Diego Chargers                                     | V, 41–27           | 8–4                |
| 14                | Denver Broncos                                         | V, 35–31           | 9–4                |
| 15                | Houston Oilers                                         | V, 52–49           | 10–4               |

## Classifiche
| AFL Western Division |    |    |   |      |     |     |     |     |
|                      | V  | S  | P | %    | DIV | PF  | PS  | STR |
| San Diego Chargers   | 11 | 3  | 0 | .786 | 3–3 | 399 | 255 | V2  |
| Oakland Raiders      | 10 | 4  | 0 | .714 | 6–0 | 363 | 282 | V8  |
| Kansas City Chiefs   | 5  | 7  | 2 | .417 | 2–4 | 347 | 263 | V3  |
| Denver Broncos       | 2  | 11 | 1 | .154 | 1–5 | 301 | 473 | S7  |

Nota: I pareggi non venivano conteggiati ai fini della classifica fino al 1972.